# Lakos Lajos
Lakos Lajos (Szentes, 1851. március 5. – Nagyvárad, 1917. április 18.) városi adópénztári ellenőr, főlevéltárnok, író, újságíró.

## Életútja
Lakos Lajos városi tanácsos és Bánffy Eulália (Lidia) fiaként született, 1851. március 11-én keresztelték. Szülőhelyén végezte a gimnázium hat osztályát, s ezután a 68. sz. császári és királyi gyalogezredbe lépett mint önkéntes; a bécsi kadétiskolába küldték, ahol a tiszti tanfolyamot hallgatta és 1871-ben hadapród, 1872-ben a 7. sz. császári és királyi huszárezredben hadnagy lett. 1875-ben Törökországba ment; előbb a galaci császári és királyi konzulátusnál volt alkalmazva. 1876-ban Kis-Ázsiában félévig egy expedícióval tanulmányutat tett. Az orosz-török háború kitörésekor a szervezendő magyar légióban mint százados a légióparancsnok hadsegéde lett; a legiót azonban nem lehetett felállítani, ezért a lengyel légióba lépett és II. Abdul-Hamid szultán őrnagynak nevezte ki. Részt vett a dunai hadjáratban és több fővárosi lapnak harctéri tudósítója volt. 1878-ban visszatért hazájába és 1879-ben postai szolgálatba lépett, 1888-ig Piskin postamester volt. 1889-ben a nagyváradi királyi ügyészséghez irodavezető tisztnek neveztetett ki; innét 1891-ben a városhoz ment számtisztnek és 1893-ban adópénztári ellenőrnek választották meg. A Szigligeti irodalmi társaság rendes tagja volt.

## Munkái
- Biharmegye helységnévtára. Nagyvárad, 1891.
- A nagyváradi kir. ítélőtábla. Hivatalos adatok alapján szerkesztve. Uo. 1891.
- Visszaemlékezés Törökországra. (1875. 1876. 1877.) Uo. 1895. (Ism. Budapesti Hirlap 102. sz. Rumén nyelvre is lefordíttatott és Romániában ezen munkájáért «a magyar irodalom fehér hollója» jelzővel tisztelték meg).
- Nagyvárad múltja és jelenéből. Nagyvárad, 1904.
- A váradi zsidóság története. Nagyvárad, 1912.